# Boyer, Loire
Boyer là một xã trong tỉnh Loire miền trung nước Pháp.